# كاتي دوغلاس
كاتي دوغلاس (بالإنجليزية: Katie Douglas)‏ مواليد 7 مايو 1979 في إنديانابوليس، هي لاعبة كرة سلة أمريكية سابقة بدأت مسيرتها الاحترافية في سنة 2001.. يبلغ طولها 6 قدم 0 بوصة (1.8 م). اعتزلت اللعب في 2014. فازت بلقب دوري المحترفات. شاركت 5 مرات في مباراة كل النجوم.

## المسيرة الاحترافية
لعبت مع كونيتيكت صن في سنة 2003، ثم لعبت مع فيلنيوس من سنة 2004 إلى 2007، ثم لعبت مع إنديانا فيفر في سنة 2008.

## روابط خارجية
- كاتي دوغلاس على موقع الاتحاد الدولي لكرة السلة (الإنجليزية)
- كاتي دوغلاس على موقع الاتحاد الوطني لكرة السلة النسائية (الإنجليزية)
- كاتي دوغلاس على موقع كرة السلة الأوروبية.كوم (الإنجليزية)
- كاتي دوغلاس على موقع كلية كرة السلة في سبورتس رفرنس.كوم (الإنجليزية)
- كاتي دوغلاس على موقع بروبوليرز (الإنجليزية)
- كاتي دوغلاس على موقع سبورتس رفرنس (الإنجليزية)